# Илия Стоев
Илия Драганов Стоев е български революционер, деец на Вътрешната македоно-одринска революционна организация.

## Биография
Илия Стоев е роден през 1877 година в лозенградското село Карадере, тогава в Османската империя. Присъединява се към ВМОРО и през Илинденско-Преображенското въстание от 1903 година е четник първо при Георги Кондолов и участва в сражениета при Паспалово, а след това – при Стоян Камилски и се бие при Мокрушево и други. Изселва се с цялото село в България и се заселва в Приселци.
През Балканските войни служи в 1-ва рота на 31-и пехотен полк, а през Първата световна война – в 1-ва рота на 60-и пехотен полк.
На 28 април 1943 година, като жител на Приселци, подава молба за българска народна пенсия. Молбата е одобрена и пенсията е отпусната от Министерския съвет на Царство България.